# Groupe de NGC 3963
Le groupe de NGC 3963 comprend au moins huit galaxies situées dans la constellation de la Grande Ourse. La distance moyenne entre ce groupe et la Voie lactée est d'environ 51,2 Mpc (∼167 millions d'al). 

## Membres
Le tableau ci-dessous liste les sept galaxies du groupe indiquées dans l'article de A.M. Garcia paru en 1993.
Abraham Mahtessian mentionne aussi ce groupe dans un article publié en 1998 en y ajoutant la galaxie NGC 3835A désignée comme 1144+6034 pour CGCG 1144.6+6034. Cette galaxie occupe la dernière rangée du tableau.
| Nom       | Class.   | Type           | α (J2000.0)   | δ (J2000.0) | Vitesse radiale (km/s) | m    | Distance (Mpc) | Diamètre (kal) |
| --------- | -------- | -------------- | ------------- | ----------- | ---------------------- | ---- | -------------- | -------------- |
| NGC 3770  | SBa      | Spirale barrée | 11h 37m 58.7s | 59° 37′ 01″ | 3331 ± 1               | 12,8 | 51,3 ± 3,6     | 64             |
| NGC 3809  | S0       | Lenticulaire   | 11h 41m 16.0s | 59° 53′ 09″ | 3443 ± 50              | 12,7 | 52,9 ± 3,8     | 90             |
| NGC 3894  | E4-5     | Elliptique     | 11h 48m 50.3s | 59° 24′ 56″ | 3230 ± 15              | 11,6 | 49,8 ± 3,5     | 129            |
| NGC 3895  | SB(rs)a? | Spirale barrée | 11h 49m 04.4s | 59° 25′ 58″ | 3211 ± 2               | 13,1 | 49,5 ± 3,5     | 69             |
| NGC 3958  | SB(s)a   | Spirale barrée | 11h 54m 33.7s | 58° 22′ 01″ | 3316 ± 3               | 13,0 | 51,2 ± 3,6     | 54             |
| NGC 3963  | SBbc,    | Spirale barrée | 11h 54m 58.7s | 58° 29′ 37″ | 3178 ± 1               | 11,9 | 49,1 ± 3,4     | 135            |
| UGC 6732a | S)?      | Lenticulaire   | 11h 45m 33.1s | 58° 58′ 41″ | 2356 ± 12              | 13,1 | 40,0 ± 2,6     | 36             |
| NGC 3835A | S?       | Spirale        | 11h 47m 22.9s | 60° 18′ 02″ | 3570 ± 0               | 13,1 | 54,7 ± 3,8     | 61             |

aCette galaxie est à 11,2 Mpc plus rapprochée que la moyenne des sept autres et ne fait sûrement pas partie de ce groupe.
Le site DeepskyLog permet de trouver aisément les constellations des galaxies mentionnées dans ce tableau ou si elles ne s'y trouvent pas, l'outil du site constellation permet de le faire à l'aide des coordonnées de la galaxie. Sauf indication contraire, les données proviennent du site NASA/IPAC..